# Detail
| |        |
| Vergleich zwischen dem Ganzen und einem Detail anhand des rechten Innenflügels des Triptychons Der Garten der Lüste („Die musikalische Hölle“) von Hieronymus Bosch: |        |
| Ganzes Bild | Detail |

Das Detail (aus dem französischen détailler = abteilen oder aufteilen, bzw. in Einzelteile zerlegen; Verb: »detaillieren«) bezeichnet eine Einzelheit bzw. einen exakteren, bildlich oft vergrößerten Ausschnitt aus einem größeren Ganzen. Der Begriff „Detail“ wird in der Regel auch mit Genauigkeit in Verbindung gesetzt.
Die Einzelheit kann ein kleiner Teil aus einem Kunstwerk sein, beispielsweise, um den Stil des Künstlers genauer darzustellen oder auch Fälschungen festzustellen. Sie kann auch ein mehr oder weniger kleiner Ausschnitt aus einem größeren Text, sei es aus einem Gesetzeswerk, einem Parteiprogramm, einem Vertrag, einem Roman oder etwas anderem sein.
Oft erschließt sich der Sinn und der Zweck eines Textes, Bildes oder eines anderen Gegenstands der Betrachtung – bzw. auch der Diskussion – besser, und vor allem genauer, durch den „Blick“ auf bestimmte Details/Einzelheiten.
Die Zerlegung einer Sache in Details dient vor allem Zwecken der Analyse. Die Zusammenfügung von Details zu einem Ganzen bezweckt oft eine Synthese.
Wo sich bei oberflächlicher Betrachtung die Betrachter in der Beurteilung noch relativ einig sein mögen, können die Meinungen bei der Betrachtung der Details bisweilen weit auseinandergehen.
Der Begriff Detail taucht in verschiedenen Wörtern, Wortverbindungen und Wortkonstellationen auf, die sich alle auf die Befassung mit genaueren Einzelheiten beziehen. Diese können sowohl neutral als auch positiv oder negativ wertend gemeint sein. Einige Beispiele:
- detailreich (= ausführlich mit einer Anreicherung vieler Einzelheiten)
- detailliert (= genau, ausführlich, auch auf Einzelheiten eingehend)
- detailgenau, detailgetreu (z. B. = bis auf die Einzelheiten einem Original gleichend, etwa bei einer Kopie oder Fälschung, die sich nicht bzw. kaum vom Original unterscheiden lässt)
- detailverliebt (= penibel, sich an Details orientierend, die Einzelheiten als das Wesentliche betrachtend)
- Detailfrage (= eine Frage, die eine Einzelheit betrifft, manchmal auch eine unwesentliche Frage)
- Detailkenntnis (= genaue und ausführliche Kenntnis eines Gegenstands der Betrachtung oder Diskussion)
- Detailzeichnung (= genaue, oft vergrößerte Zeichnung eines Ausschnitts aus einem größeren Ganzen, beispielsweise aus einem mechanischen Werkstück)
- ins Detail gehen (= die oberflächliche Betrachtung verlassen und ausführlicher bzw. genauer auch auf Einzelheiten eingehen)
- sich in Details verlieren (= das Wesentliche aus dem Auge verlieren; sprichwörtlich etwa: „Den Wald vor lauter Bäumen nicht mehr sehen“)
- bis ins kleinste Detail zerpflücken (kann auch bedeuten: eine Sache zerreden, sie so auseinandernehmen, dass vom ursprünglich gedachten Ganzen nichts – oder nicht mehr viel Positives – übrig bleibt)

## Weitere Implikationen
In einem veralteten deutschen, in der deutschsprachigen Schweiz bis heute üblichen Sprachgebrauch wurde/wird der Einzelhandel als Detailhandel, der Einzelhändler als Detailhändler und der Preis für eine Ware im Einzelhandel als Detailpreis bezeichnet.